# Leo
Leo, o Leão, é uma constelação do zodíaco. O genitivo, usado para formar nomes de estrelas, é Leonis. 
As constelações vizinhas, segundo as delineações contemporâneas, são a Ursa Maior, o Leão Menor, o Caranguejo, a Hidra, o Sextante, a Taça, a Virgem e a Cabeleira de Berenice.
A estrela Wolf 359, uma das mais próximas do Sistema Solar, é uma das estrelas do Leão.